# Heteromys irroratus
Liomys irroratus — вид гризунів родини Heteromyidae. Він походить з Мексики та Техасу в Сполучених Штатах, де зустрічається в сухих, чагарникових місцях існування.

## Морфологічні характеристики
Довжина голови й тулуба досягає приблизно 12,5 сантиметра в самців і 11,9 сантиметра в самиць. Довжина хвоста становить від 9,6 до 16,9 сантиметра, а середня вага — від 34 до 50 грамів, довжина вух — від 12 до 15 міліметрів, а довжина задніх лап — від 23 до 37 міліметрів. Усередині виду іноді існують чіткі регіональні відмінності між особинами різних підвидів, від порівняно великого Heteromys irroratus guerrerensis через кілька середніх підвидів до менших Heteromys irroratus jaliscensis, Heteromys irroratus texensis і Heteromys irroratus torridus. У середньому самці у всіх підвидах значно більші за самиць. Шерсть дорослої тварини груба і містить окремі жорсткі, шипоподібні волоски на спині та боках тіла. Шерсть на спині сірувато-коричневого кольору і зазвичай відокремлена від білого черева піщаною або рожевою ділянкою. Шерсть на спині не кучерява і ледь прикриває колючу шерсть. Передні частини підошов задніх лап рідко запушені й мають п'ять горбків. Кіготь другого пальця задніх ніг має форму ложки, що, ймовірно, є пристосуванням до риття. Хвіст злегка волохатий і темніший зверху, ніж знизу. Моляри мають коронки середньої висоти, а премоляри нижчі. Каріотип складається з 2n = 60 хромосом (FN=62).

## Спосіб життя
Liomys irroratus живе в різних середовищах існування від степів і чагарників на півночі Мексики через хащі та ліси до хмарних лісових регіонів мексиканських гірських хребтів на висоті до 3500 метрів. Вид зазвичай обмежений відносно сухими місцями існування, але підвид Heteromys irroratus guerrerensis, зокрема, зустрічається у вологих хмарних лісових регіонах. Попри адаптацію до посухи, L. irroratus не зустрічається в посушливих районах з кількістю опадів менше 500 мм на рік.
Тварини ведуть нічний спосіб життя й живуть на землі. Вони будують гнізда, отвори в яких часто закривають листям або іншим рослинним матеріалом. Вони активні цілий рік і харчуються переважно насінням, а також зеленими частинами рослин і комахами. Вони транспортують їжу в своїх хутряних защічних мішках і зберігають її у своїх норах. Тварини також потребують доступу до води.
Тварини, ймовірно, переважно поодинокі, а самці злучаються з кількома самицями. Виводок складається з 2–8, в середньому 4–5 дитинчат, причому репродуктивний період триває протягом року з піком кількості виводків у серпні.